# Oswaldo Guayasamín
Oswaldo Guayasamín   (Quito, 6 de juliol de 1919 - Baltimore, 10 de març de 1999) fou un pintor, escultor i muralista equatorià, considerat un dels grans representants de l'indigenisme americà.
Nascut a Quito de pare indígena i mare mestissa, Guayasamín sempre proclamà amb orgull els seus orígens, fet que es reflecteix contínuament a la seva pintura, habitualment d'una forta càrrega social. Les representacions de Guayasamín capturen sempre situacions d'opressió política, racisme, pobresa i explotació. Durant la seva vida sempre lluità per al reconeixement del pobles indígenes d'Amèrica Llatina. La UNESCO li concedí un premi en reconeixement de «tota una vida de treball per a la pau».
Es graduà a l'escola d'arts de Quito com a pintor i escultor. La seva primera exposició es produí el 1942. El 1948 guanyà el primer premi del Salón Nacional de Acuarelistas y Dibujantes de l'Equador i el 1955 guanyà el primer premi de la III Biennal d'Art Hispanoamericà de Barcelona, amb la seva obra El ataúd blanco. El 1957 fou nomenat el millor pintor sud-americà a la IV Biennal d'Art de São Paulo. A Quito, a part del museu instal·lat a la seva antiga casa, Guayasamín projectà i construí un museu dedicat a l'ésser humà, anomenat La Capilla del Hombre, inspirat en l'estil arquitectònic inca i que mostra els seus quadres de més gran format dedicats a retratar diferents aspectes de l'home.